# Dolhești (Iași)
Dolheşti es una comuna ubicada en el distrito de Iași, Rumania.

## Superficie
Cuenta con una superficie de 55,37 kilómetros cuadrados.

## Demografía
Hasta 2021 la población era de 2180 habitantes, con una densidad de población de 39,37 habitantes por kilómetro cuadrado.